# アブドゥルハミド・アブハビブ
- アブデルハミド・アブハビブ

アブドゥルハミド・アブハビブ（アラビア語: عبد الحميد أبو حبيب, 1989年6月8日 - ）は、パレスチナ・ハーンユーニス出身のサッカー選手。

## 来歴
2011年3月9日、ロンドンオリンピック・サッカーアジア1次予選のタイ戦でU-23パレスチナ代表初ゴールを記録した。
2011年10月、イラン戦でパレスチナ代表デビューを果たした。2012年3月19日、AFCチャレンジカップ2012・3位決定戦のフィリピン戦で代表初ゴールを含む2得点を記録した。
2014年5月に開催されたAFCチャレンジカップ2014では、アブハビブとアシュラフ・ヌーマンの2人でチームの全得点を決め、パレスチナの初優勝に貢献した。

## 所属クラブ
- シャバーブ・ハーンユーニス 2005-2009
- マルカズ・シャバーブ・バラータ（英語版） 2009-2012
- シャバーブ・アル・ハリールSC（英語版） 2012-?
- マルカズ・シャバーブ・バラータ[2] ?-

## 代表歴
- U-23サッカーパレスチナ代表 2009-2013
- サッカーパレスチナ代表 2011-

## タイトル

### パレスチナ代表
- AFCチャレンジカップ 優勝 (1) : 2014